# حمزه علی پهلوان‌پور
حمزه علی پهلوان‌پور یا حمزه پهلوان‌پور پهلوان اول کشور و صاحب و مدیر باشگاه فرهنگی ورزشی پهلوان‌پور در دوره دودمان پهلوی بوده است.

## زندگی‌نامه
پهلوان‌پور پهلوان معروف تهران در پایان دوره قاجار و دودمان پهلوی بود و در دوره پهلوی اول به بازوبند پهلوانی دست یافت. وی در تاریخ ۱۳۰۴ ه‍.ش زورخانه مرشد حسین سیاه را که به اصغر بازارچه فروخته شده بود را خرید و نام خود یعنی پهلوان‌پور را بر سردر آن قرار داد و بدین سان باشگاه فرهنگی ورزشی پهلوانپور با مدیریت این پهلوان ایجاد شد. وی معروف به پهلوان شاطر حمزه بود و اواخر دوره قاجار و اوایل دوره پهلوی، پهلوان اول تهران و سپس ایران شد و بارها با رضا شاه و محمد رضا شاه در خصوص گسترش ورزش باستانی دیدار داشت.
حمزه‌علی پهلوان‌پور، مالک چند نانوایی در نقاط مختلف شهر، چند مغازه دیوار به دیوار زورخانه، به همراه سقاخانه «کل‌عباس علی» بود. از آنجا که وی انسانی خیر بوده و تمام درآمد حاصله از این مغازه‌ها را صرف کمک به ورزشکاران و نیازمندان می‌کرد. او و چند پهلوان دیگر در تهران ملقب به «درخانه بازها» شده بودند. شایان ذکر است سالها بعد هنگامی که زورخانه دچار آتش‌سوزی شده بود پهلوان‌پور خانه و تعدادی از مغازه‌هایش را فروخت تا هزینه ترمیم آن را بپردازد.

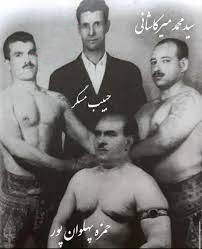
محمدعلی ساوه ای - حبیب مسگر- مرشد محمدمیرکاشانی (عشقی) نشسته:حمزه پهلوان‌پور با بازوبند پهلوانی

پس از درگذشت پهلوان‌پور زورخانه‌اش توسط وراث فروخته شد و خریدار تابلوها و نقاشی‌ها و حتی دیوار دارای نقاشی زورخانه را برداشته و بنای زورخانه را برای سالیان سال رها شد. تا اینکه زورخانه در راستای احیای ورزش زورخانه‌ای، در ۱۷ دی ۱۳۸۸ه‍.ش توسط شهرداری منطقه ۱۱ بازسازی و مجدداً با نام این پهلوان به همراه عکس‌های او و پهلوانان نامدار راه‌اندازی شد.

## نگارخانه

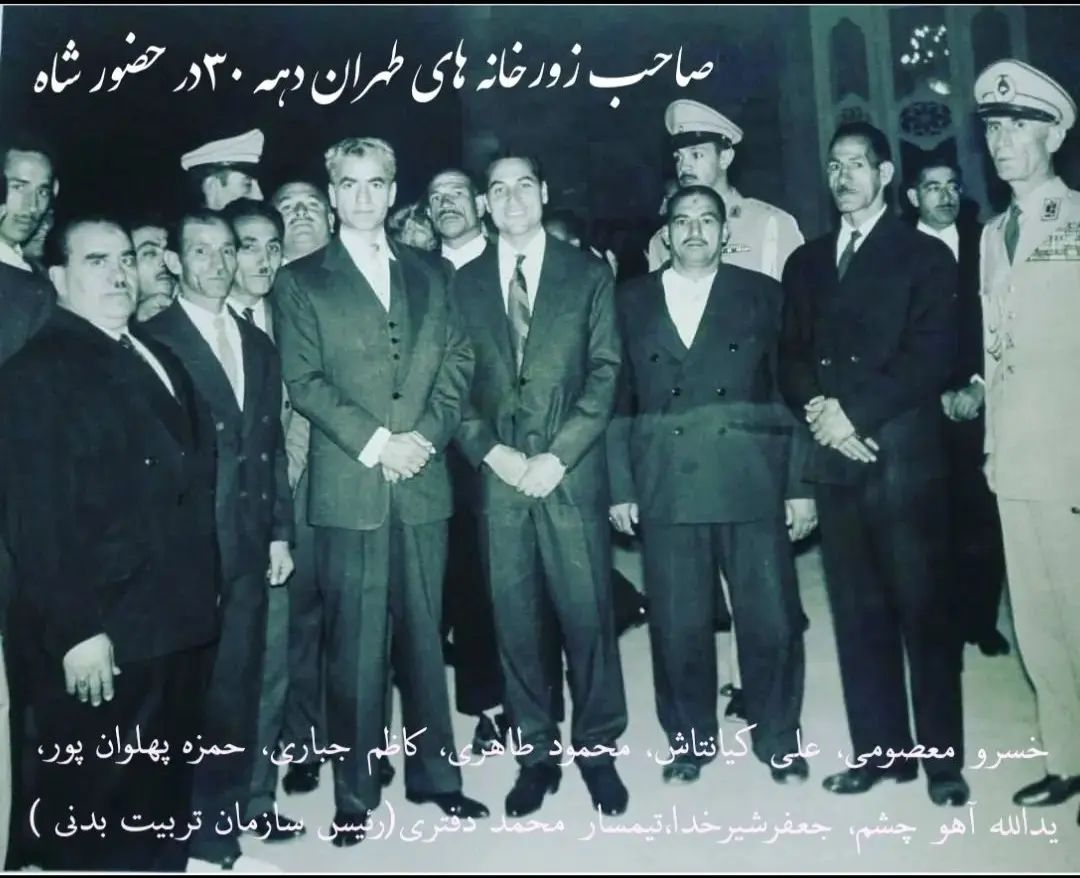
ملاقات با محمد رضا شاه پهلوی و زورخانه داران تهران
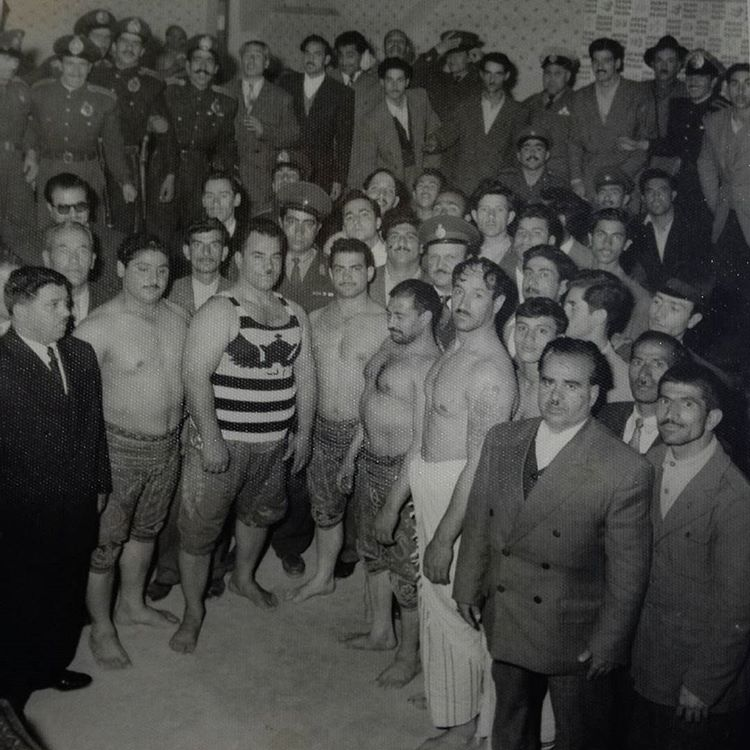
جشن ورزشی دومین نفر از سمت راست پهلوان حمزه پهلوان پور